# Jacopo Bonvicini
Jacopo Bonvicini (Argenta, 2 settembre 1982) è un attore italiano.

## Biografia
Nel 2003 è stato il protagonista di Ora o mai più, per la regia di Lucio Pellegrini.
Ha poi recitato nel film Lavorare con lentezza di Guido Chiesa del 2004 e in Figli delle stelle, ancora di Lucio Pellegrini nel 2010.

## Filmografia

### Cinema
- Paz!, regia di Renato De Maria (2002)
- Ora o mai più, regia di Lucio Pellegrini (2003)
- Lavorare con lentezza, regia di Guido Chiesa (2004)
- Figli delle stelle, regia di Lucio Pellegrini (2010)
- Palestina per principianti, regia di Francesco Merini (2012)

### Televisione
- R.I.S. Roma 3 - Delitti imperfetti, Canale 5 (2012), episodi 3x05 e 3x06 (2012)
- L'ispettore Coliandro, Raidue (2008) 1 episodio
- R.I.S 4 - Delitti imperfetti, Canale 5 (2008), episodio 4x18 [1]
- I liceali, Canale 5 (2007) 1 episodio
- Quo vadis, baby? episodio - 1x05 Angelo Battaglio SKY Cinema 1